# Забродино (Шуміхинський округ)
Забро́дино (рос. Забродино) — присілок у складі Шуміхинського району Курганської області, Росія. Входить до складу Каменської сільської ради.
Населення — 112 осіб (2010, 144 у 2002).
Національний склад станом на 2002 рік: росіяни — 99 %.